# کتابخانه گیلروی
کتابخانه گیلروی (به انگلیسی: Gilroy Free Library) یک کتابخانه در ایالات متحده آمریکا است که در گیلروی، کالیفرنیا واقع شده‌است.